# Том Вілкінсон
Том Вілкінсон (англ. Thomas Geoffrey Wilkinson; 5 лютого 1948 — 30 грудня 2023) — британський актор театру та кіно, лауреат та номінант престижних світових кінопремій. У 2005 нагороджено Орденом Британської імперії.

## Біографія
Том Вілкінсон народився 5 лютого 1948 в м. Лідс, графство Західний Йоркшир, Англія, у родині міського фермера. Коли Том був малим, сім'я на п'ять років переїхала до Канади. По поверненні додому завершив молодшу освіту. Закінчив Університет Кента в Кентербері, отримавши ступінь з англійської та американської літератур. Також відвідував Королівську академію драматичних мистецтв. 5 січня 1988 одружився з британською акторкою Діаною Гардкасл (англ. Diana Hardcastle). Батько двох доньок: Аліси (1989) й Моллі (1992).

## Творча діяльність
Том Вілкінсон працював в Королівському Національному та в Королівському Шекспірівському театрах, три роки грав у Театрі Ноттінгем.
Дебютним фільмом актора була польсько-британська стрічка «Смуга тіні» (пол. Smuga cienia) знята у 1976 режисером Анджеєм Вайдою.

### Творчі нагороди

#### Лауреат
- 1998 — британська премія «BAFTA» — «Найкраща чоловіча роль другого плану» у фільмі «Чоловічий стриптиз» (англ. The Full Monty, 1997)
- 2008 — американська телевізійна премія «Еммі» — «Найкраща чоловіча роль другого плану» у телевізійному мінісеріалі «Джон Адамс» (англ. John Adams, 2008) за роль Бенджаміна Франкліна
- 2009 — американська кінопремія «Золотий глобус» — «Найкращий актор другого плану серіалу, мінісеріалу або телефільму» у телевізійному мінісеріалі «Джон Адамс» (англ. John Adams, 2008)

#### Номінант
- 2002, 2008 — на премію «Оскар»
- 1995, 1998, 1999, 2002 та 2008 — на премію «BAFTA»
- 2003 та 2008 — на премію «Еммі»
- 2004, 2008 та 2009 — на премію «Золотий глобус»

### Фільмографія Тома Вілкінсона(неповний список)

Постер із фільму «Рок-н-рольник», 2008

Постер із фільму «У спальні», 2001

Станом на  травень 2021 Том Вілкінсон брав участь у створенні 129 кіно- та телевізійних фільмів.
| Назва фільму українською                  | Назва фільму англійською              | Рік виходу | Роль у фільмі                  |
| ----------------------------------------- | ------------------------------------- | ---------- | ------------------------------ |
|                                           | SAS: Red Notice                       | 2021       | Вільям Люїс                    |
|                                           | Dr. Bird's Advice for Sad Poets       | 2021       | д-р Берд                       |
| Белґравія (мінісеріал)                    | Belgravia                             | 2020       | граф Брокенгерстський          |
| (мультсеріал)                             | Watership Down                        | 2018       | Треара (голос)                 |
| Кілер з гарантією                         | Dead in a Week or Your Money Back     | 2018       | Леслі                          |
| Титан                                     | The Titan                             | 2018       | професор Мартін Коллінгвуд     |
| Шпигунська гра                            | The Catcher Was a Spy                 | 2018       | Пауль Шеррер                   |
| Щасливий принц                            | The Happy Prince                      | 2018       | отець Данн                     |
| Чарівні чудові                            | This Beautiful Fantastic              | 2016       | Алфі Стівенсон                 |
| Заперечення                               | Denial                                | 2016       | Річард Ремптон                 |
| Сноуден                                   | Snowden                               | 2016       | Івен Мак-Ескілл                |
| Вибір                                     | The Choice                            | 2016       | Шеп                            |
| Весілля Дженні                            | Jenny's Wedding                       | 2015       | Едді                           |
| Малюк                                     | Little Boy                            | 2015       | Отець Олівер                   |
| Кістка в горлі                            | Bone In The Throat                    | 2015       | Чарлі                          |
| Незакінчена справа                        | Unfinished Business                   | 2015       | Тімоті Маквінтерс              |
| Сельма                                    | Selma                                 | 2014       | Ліндон Джонсон                 |
| Готель «Гранд Будапешт»                   | The Grand Budapest Hotel              | 2014       | автор                          |
| Особливо тяжкий злочин                    | Felony                                | 2013       | Детектив Карл Саммер           |
| Белль                                     | Belle                                 | 2013       | Лорд Менсфілд                  |
| Самотній рейнджер                         | The Lone Ranger                       | 2013       | Лейтем Коул                    |
| Місія нездійсненна: Протокол «Фантом»     | Mission: Impossible – Ghost Protocol  | 2011       | секретар, в титрах не вказаний |
| Самаритянин                               | The Samaritan                         | 2011       | Ксав'єр                        |
| Готель «Меріголд»: Найкращий з екзотичних | The Best Exotic Marigold Hotel        | 2011       | Грем Дешвуд                    |
| Клан Кеннеді (серіал)                     | The Kennedys                          | 2011       | Джозеф Патрік Кеннеді          |
| Зелений Шершень                           | The Green Hornet                      | 2011       | Джеймс Рід                     |
| Змовниця                                  | The Conspirator                       | 2010       | Реверді Джонсон                |
| Розплата                                  | The Debt                              | 2010       | Стефан Ґолд                    |
| Примара                                   | The Ghost Writer                      | 2009       | Пол Емметт                     |
| 44 дюйма                                  | 44 Inch Chest                         | 2009       | Арчі                           |
| Подвійна гра                              | Duplicity                             | 2009       | Говард Таллі                   |
| Операція «Валькірія»                      | Valkyrie                              | 2008       | Фрідріх Фромм                  |
| Рок-н-рольник                             | RocknRolla                            | 2008       | Ленні Коул                     |
| Перерахунок                               | Recount                               | 2008       | Джеймс Бейкер                  |
| Майкл Клейтон                             | Michael Clayton                       | 2008       | Артур Еденс                    |
| Мрія Кассандри                            | Cassandra's Dream                     | 2007       | Говард                         |
| Посвячення                                | Dedication                            | 2007       | Руді Голт                      |
| Прощальний поцілунок                      | The Last Kiss                         | 2006       | Стівен                         |
| Повернення містера Ріплі                  | Ripley Under Ground                   | 2005       | Джон Вебстер                   |
| Охоронець за наймом                       | Separate Lies                         | 2005       | Джеймс Меннінг                 |
| Шість демонів Емілі Роуз                  | The Exorcism of Emily Rose            | 2005       | Отець Мур                      |
| Бетмен: Початок                           | Batman Begins                         | 2005       | Кармайн Фальконе               |
| Гарна жінка                               | A Good Woman                          | 2004       | Таппі                          |
| Краса по-англійськи                       | Stage Beauty                          | 2004       | Беттертон                      |
| Вічне сяйво чистого розуму                | Eternal Sunshine of the Spotless Mind | 2004       | Лікар Говард Мерзв'як          |
| Якщо тільки                               | If Only                               | 2004       | водій таксі                    |
| Дівчина з перловою сережкою               | Girl with a pearl earring             | 2003       | Пітер Ван Рейвен               |
| Черчилль (ТБ)                             | The Gathering Storm                   | 2002       | сер Роберт Вансіттарт          |
| Як важливо бути серйозним                 | The Importance of Being Earnest       | 2002       | канонік Чезюбл                 |
| Інше життя                                | Another Life                          | 2001       | містер Карлтон                 |
| У спальні                                 | In the Bedroom                        | 2001       | Метт Фавлер                    |
| Хлопці з Ессекса                          | Essex Boys                            | 2000       | Джон Дайк                      |
| Патріот                                   | The Patriot                           | 2000       | генерал, лорд Чарльз Корнвеліс |
| Закоханий Шекспір                         | Shakespeare in Love                   | 1998       | Г'ю Феннімен                   |
| Гувернантка                               | The Governess                         | 1998       | Чарльз Кавендіш                |
| Година пік                                | Rush Hour                             | 1998       | Томас Гріфін / Джантао         |
| Вайлд                                     | Wilde                                 | 1997       | маркіз Квінсберрі              |
| Снігове чуття Смілли                      | Smilla's Sense of Snow                | 1997       | професор Лойєн                 |
| Чоловічий стриптиз                        | The Full Monty                        | 1997       | Джеральд                       |
| Таємниці Рут Ренделл                      | The Ruth Rendell Mysteries            | 1996       | Роберт Гетгалл                 |
| Примара і Темрява                         | The Ghost and the Darkness            | 1996       | Роберт Бомонт                  |
| Розум і почуття                           | Sense and Sensibility                 | 1995       | містер Дешвуд                  |
| Священик                                  | Priest                                | 1994       | панотець Метью Томас           |
| Принц Ютландії                            | Prince of Jutland                     | 1994       | Гартвендел                     |
| В ім'я батька                             | In the Name of the Father             | 1993       | прокурор                       |
| Головний підозрюваний (ТБ)                | Prime Suspect                         | 1991       | Пітер Ролінз                   |
| Паперова маска                            | Paper Mask                            | 1990       | доктор Торн                    |
| Смуга тіні                                | Smuga cienia                          | 1976       | Ренсом                         |